# Alida Pott

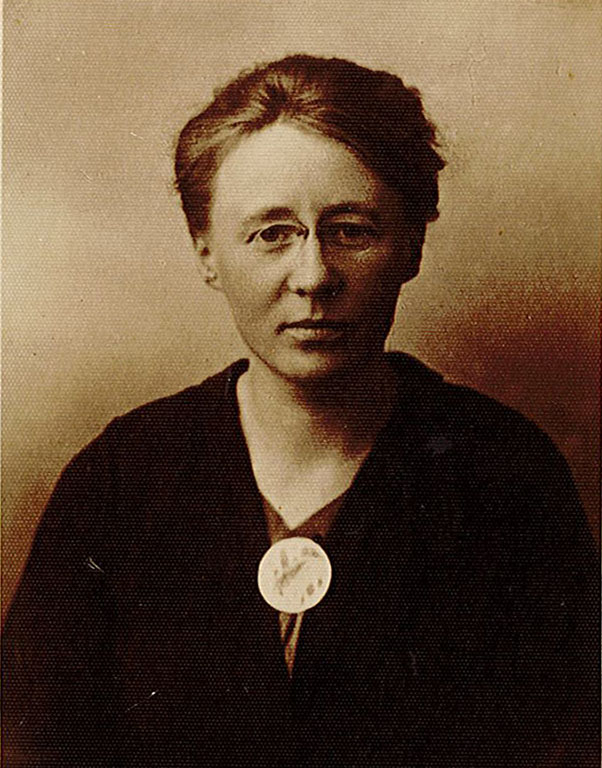
Alida Pott, 1921

Alida Jantina Pott (* 8. Januar 1888 in Groningen; † 23. Dezember 1931 ebenda) war eine niederländische Malerin, Zeichenlehrerin und Mitglied des Groninger Kunstkreises De Ploeg.

## Leben
Alida Pott wurde 1888 als Tochter des Kaufmanns und Ladenbesitzers Pieter Hendrik Pott (1858–1905) und Lamberta Gerrechiena Heikens (1860–1946) in Groningen geboren. Ihre Eltern gehörten zur wohlhabenden Mittelschicht und betrieben gemeinsam ein Geschäft mit Hüten und Mützen in der Brugstraat 28. Sie wuchs zusammen mit ihrer Zwillingsschwester Titia (Titi) und dem älteren Bruder Jan (1885–1927) auf. Nach der „Middelbare school“ studierte Alida Pott Kunst an der Academie Minerva in Groningen und erhielt eine umfassende Ausbildung bei Malern wie Dirk de Vries Lam und Franciscus Hermanus Bach. Zu ihren weiteren Interessen gehörten die Literatur und die Beschäftigung mit Gedichten und Aussagen von Denkern, Literaten und Kunstkritikern. Von 1908 bis 1911 lebte sie in Den Haag und absolvierte dort eine Ausbildung zur Zeichenlehrerin an der Koninklijke Academie van Beeldende Kunsten. Sie erzielte gute Noten und erhielt im August 1911 das MO-Zertifikat (MO-opleiding: Ausbildungsgänge für Lehrkräfte im niederländischen Sekundarbereich). Zurück in Groningen besuchte sie weitere Kurse an der Academie Minerva und arbeitete ab 1914 als Zeichenlehrerin an der „Gemeentelijke Kweekschool voor Onderwijzeressen“ (Städtische Lehrerschule).
1916 lernte Alida Pott an der Academie Minerva den Maler Gijsbert George Martens (1894–1979) kennen. Zusammen mit ihm war sie ab Gründung des Groninger Kunstkreises De Ploeg 1918 erstes weibliches Mitglied der Künstlergruppe. Am 27. November 1922 heirateten Alida Pott und George Martens. Sie ließen das Atelierhaus, in dem sie lebten, vom Ploeg-Architekten Egbert Reitsma renovieren und einrichten. In den folgenden Jahren war Alida Pott als Hauptverdienerin der Familie weiterhin als Lehrerin tätig, arbeitete im Atelier, erfüllte Aufgaben im Vorstand der Künstlergruppe und kümmerte sich um die beiden Söhne Rob (* 1923) und Thijs (* 1928). Dadurch hatte sie wenig Zeit für ihre Arbeit als Künstlerin, zeichnete und malte jedoch weiterhin in Aquarellfarben. Ab 1925 beteiligte sie sich aus Zeitmangel nicht mehr an den Ausstellungen von De Ploeg. Aufgrund einer chronischen Lungenerkrankung (Pleuritis) musste sie 1930 ihre Lehrtätigkeit aufgeben. Im Dezember 1931 starb Alida Pott an den Folgen der Krankheit. Sie wurde in Westerveld, Driehuis, Gemeinde Velsen, eingeäschert und beigesetzt.

## Künstlerisches Schaffen

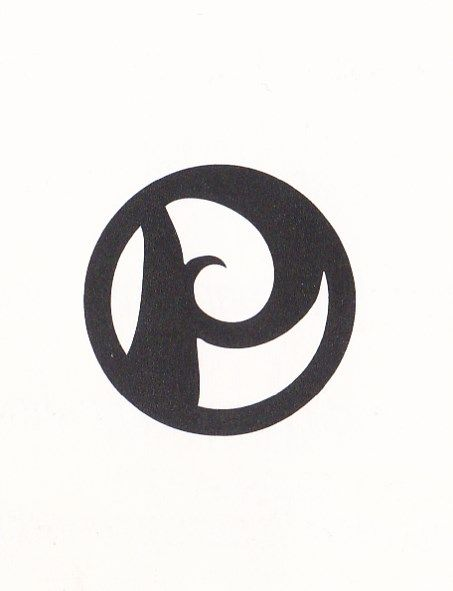
Logo De Ploeg

Als am 5. Juni 1918 eine Gruppe junger Künstler, die das konservative Kunstklima in Groningen erneuern wollten, den Groninger Kunstkreis De Ploeg gründeten, wurde Alida Pott Mitglied, ebenso wie ihr Mann. In den folgenden Jahren engagierte sie sich dort mit großem Tatendrang, unter anderem von 1919 bis 1921 als erste Vorstandssekretärin. 1919 gewann sie mit ihrem Entwurf, in dem ein großes „P“ innerhalb eines Kreises abgebildet ist, den Wettbewerb um ein passendes Logo für den Verein. Die von ihr entworfene Vignette wurde für zahlreiche Ausgaben von De Ploeg verwendet. Sie zeichnete und malte auf den Modellabenden der Gruppe oder „plein air“ auf dem Bauernhof „Blauwbörgje“ am See Reitdiep, nördlich von Groningen, wo sich die Mitglieder zum Malen trafen und war treibende Kraft hinter der Ausstellungsstrategie. 1922 bewarb sie sich um den Vorsitz von De Ploeg, was für eine Frau in einem von Männern dominierten Verein einzigartig gewesen wäre. Nachdem sie und Johan Dijkstra gleich viele Stimmen erhielten, fiel allerdings Dijkstra der Vorsitz zu.
Alida Potts Werk zeichnete sich durch Innovation und Vielseitigkeit aus. Arbeitete sie 1918 noch „fantasievoll in einem traditionellen Stil“, entwickelte sie sich bis 1925 „zu einer Künstlerin mit einer deutlich modernen Vision, die Einflüsse aus dem Symbolismus, Kubismus, Expressionismus und sogar Dadaismus“ aufgriff. Neben wenigen Ölgemälden arbeitete sie hauptsächlich mit Bleistift, Tusche, Aquarellfarbe oder Kreide auf Papier. Aquarelle auf Papier waren ihre Spezialität, insbesondere Landschaften, die sie mit klaren Linien und wenigen klaren, leuchtenden Farben gestaltete. Ihre Porträts geben die Modelle stilisiert wieder. Um 1923 fertigte sie auch Collagen. Daneben bemalte sie auch Gebrauchsgegenstände, stellte moderne Kleidung, Schmuck und Puppen her und entwarf Entwürfe für Stoffe und Stickereien. Ihre Arbeiten signierte sie nur vereinzelt.

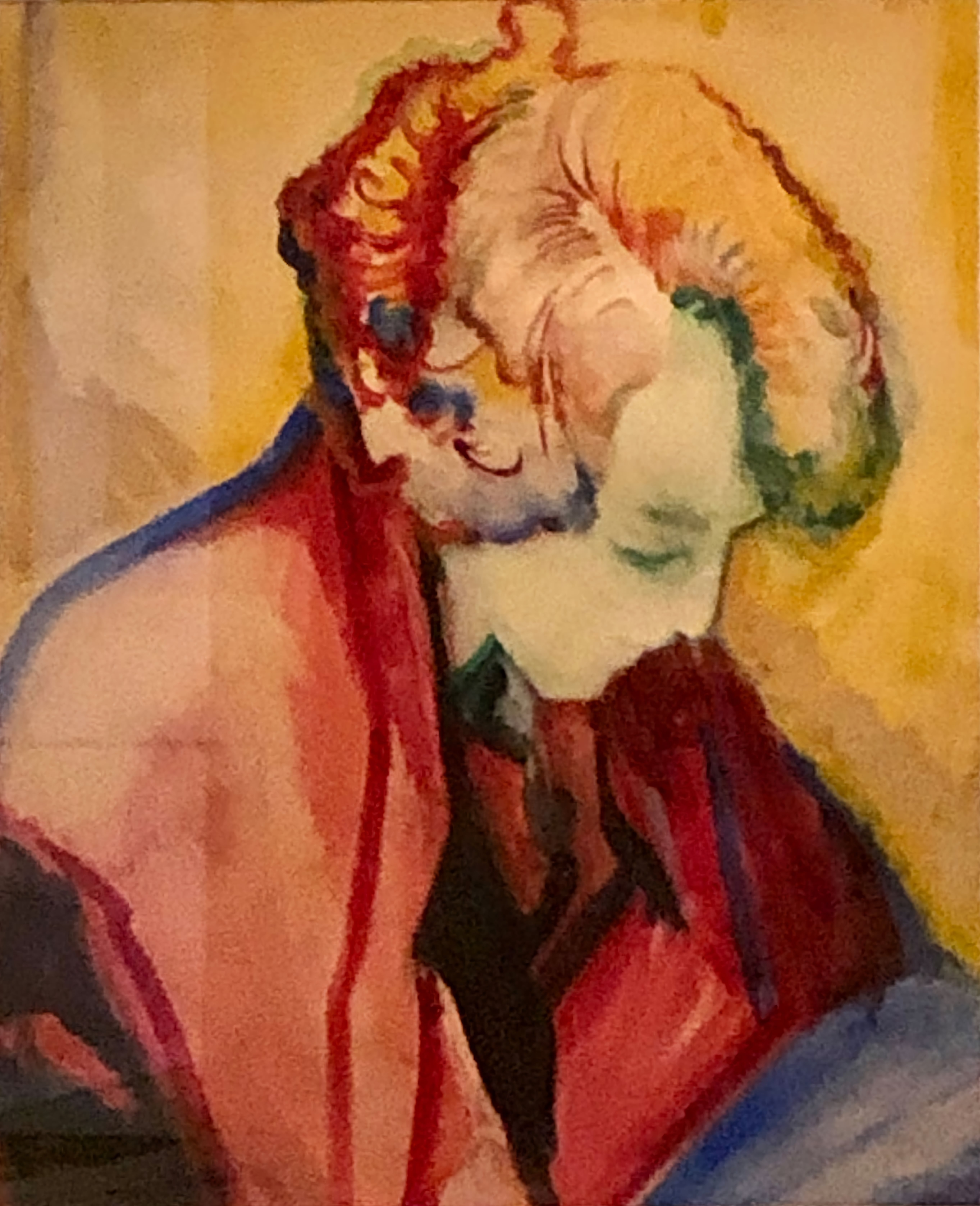
Vrouw van schuin boven, vor 1932
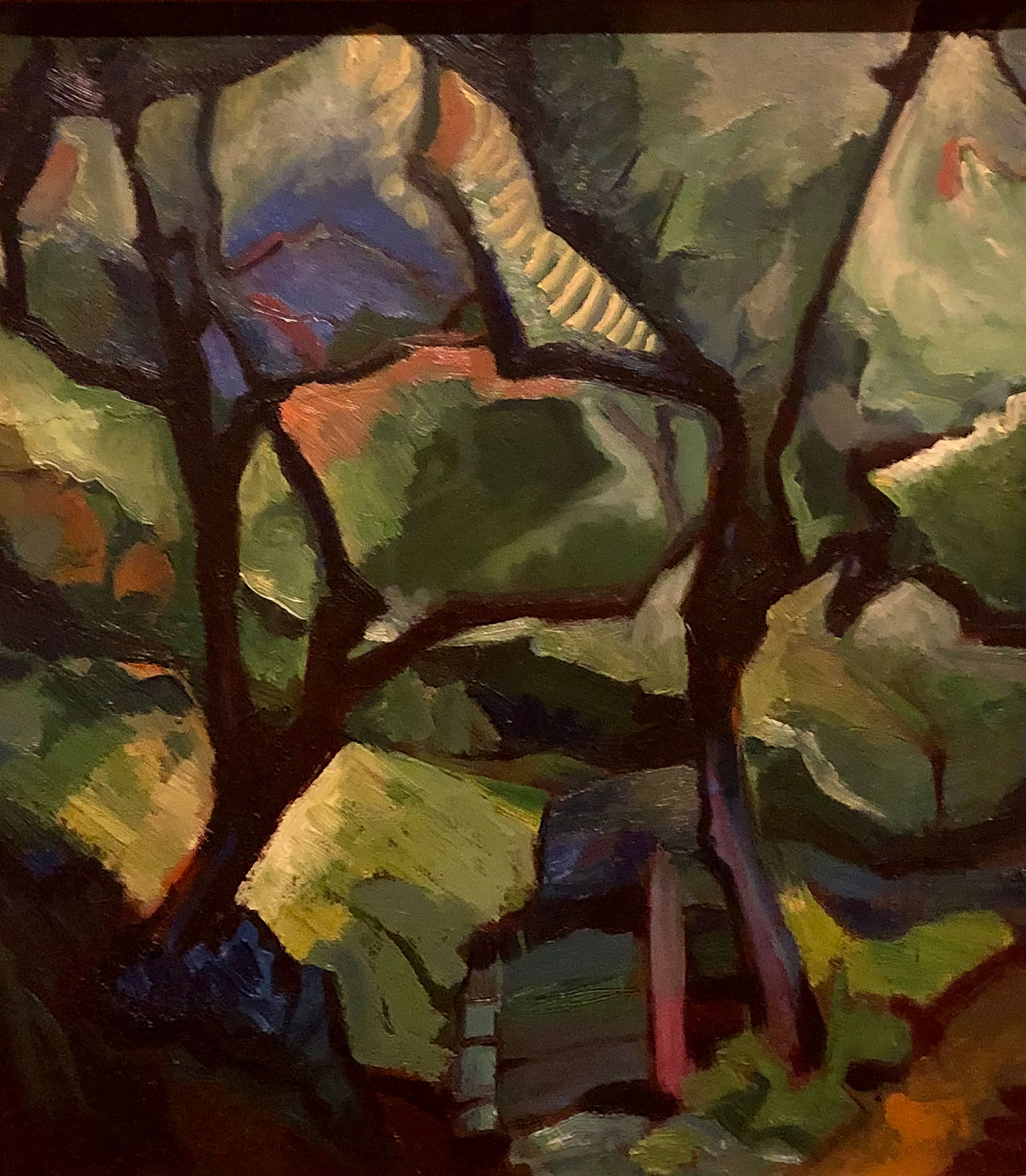
Boomgaard Blauwborgje, 1920
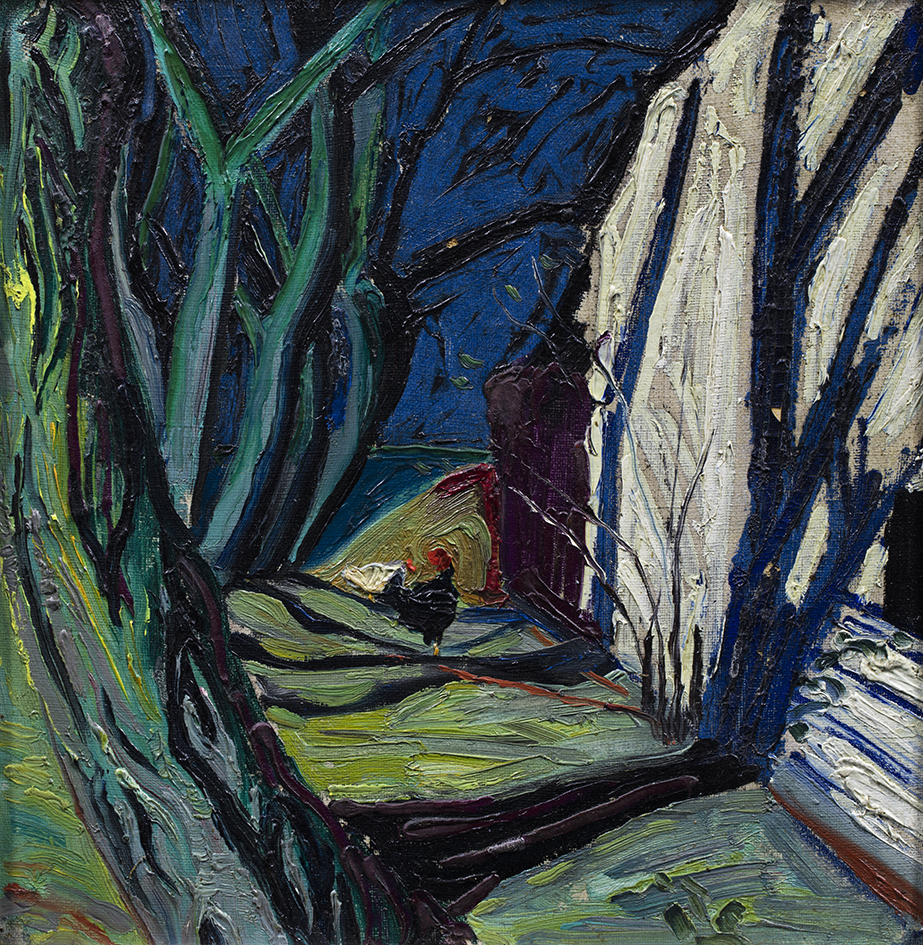
Blauwborgje, slagschaduw, 1920
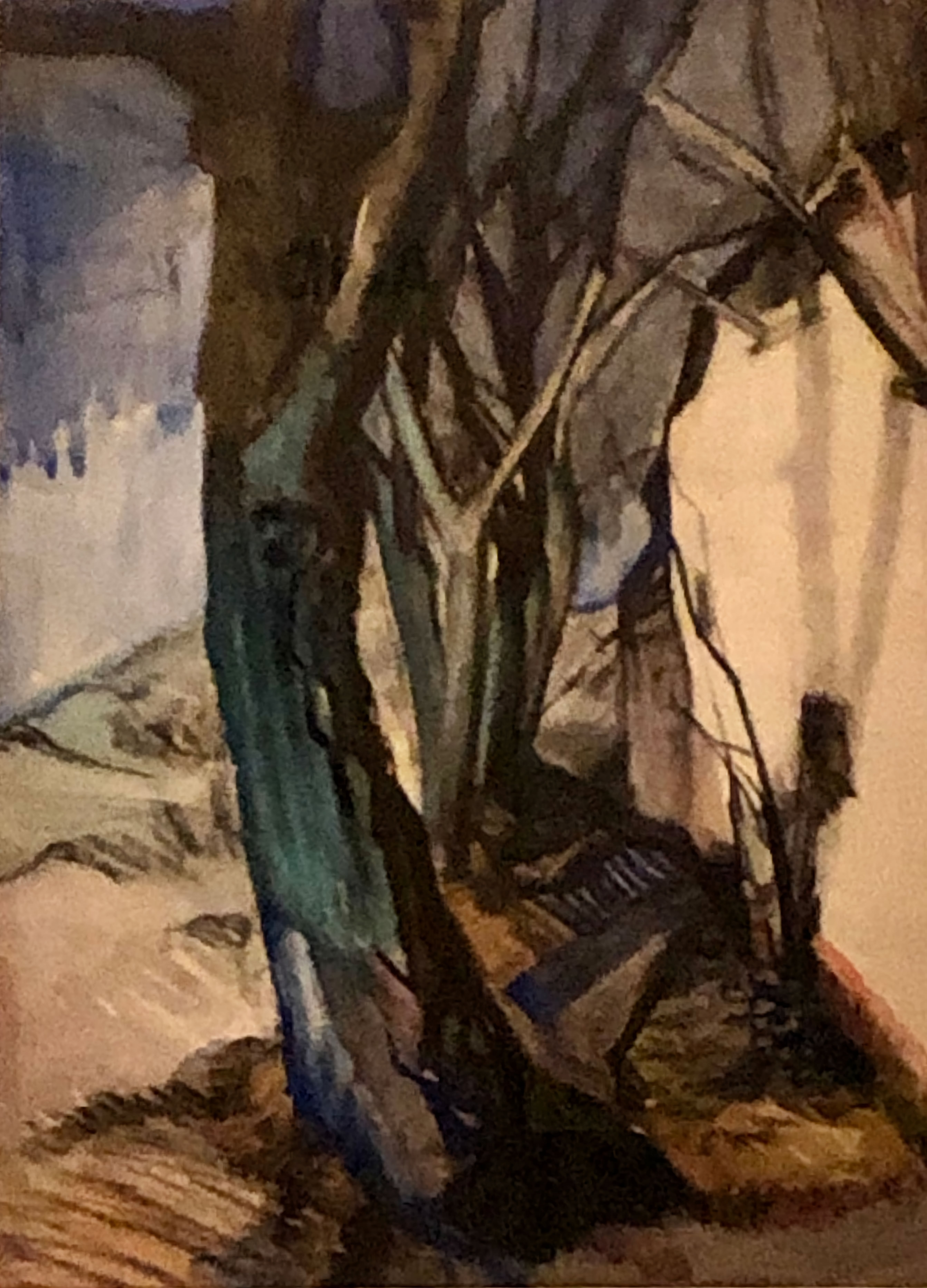
Slagschaduw Blauwborgje, vor 1932
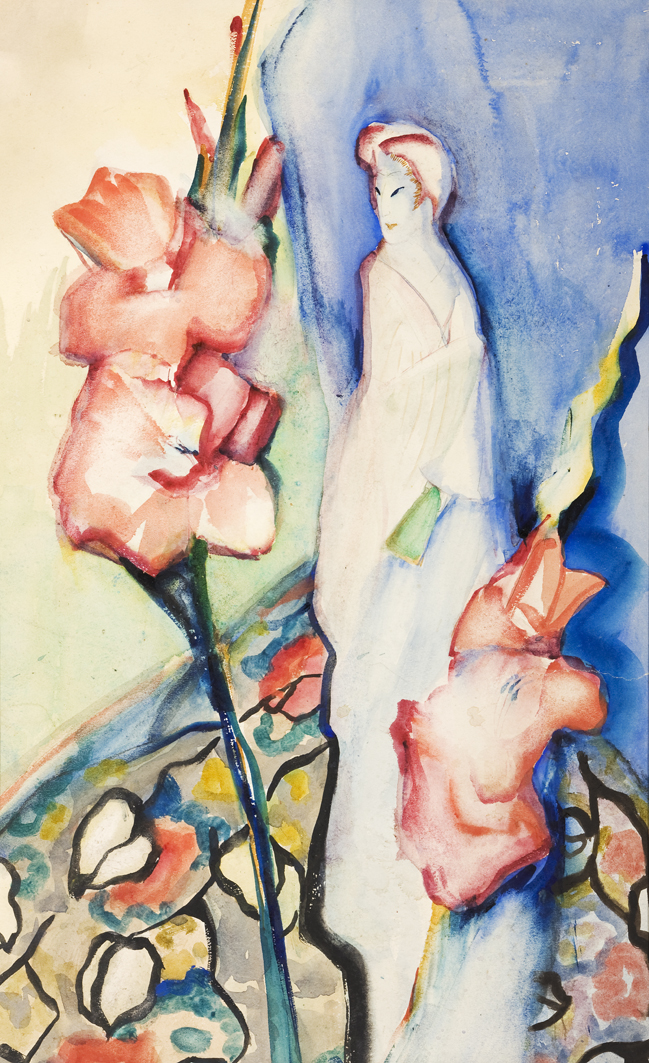
Stilleven met Chinese sculptuur en bloemen, 1925
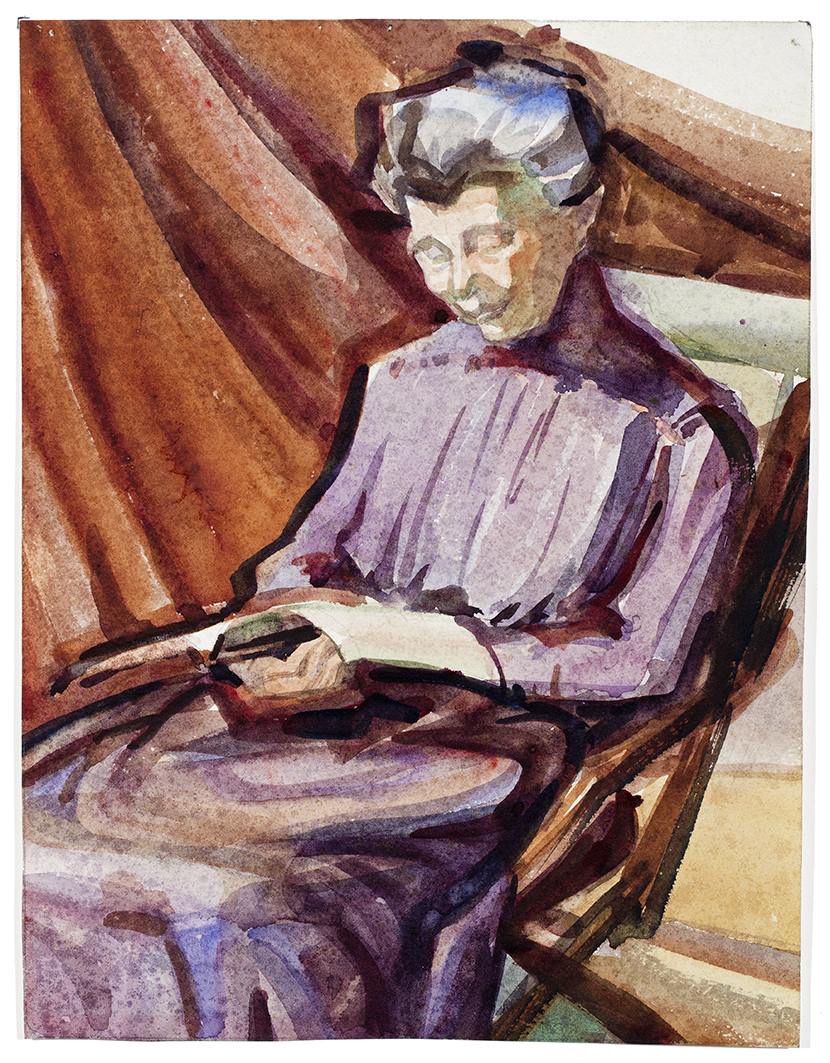
Tante Anne, zwischen 1920 und 1925
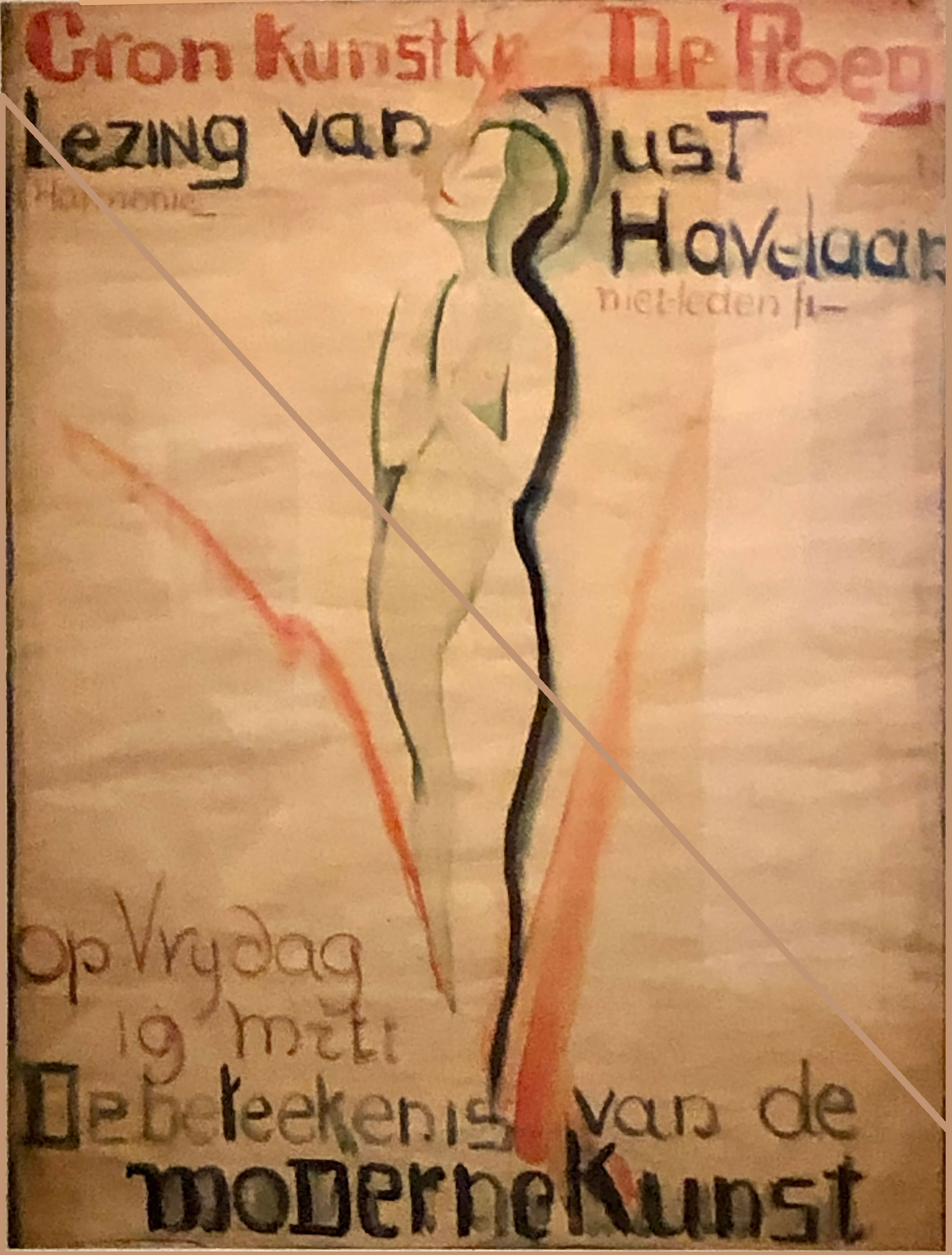
Plakat, 1920

## Ausstellungen
Zwischen 1919 und 1925 nahm Alida Pott regelmäßig an den Ausstellungen von De Ploeg in den Räumen der Genootschap Pictura und im Kunsthandel Ongering teil. Nach ihrem Tod bewahrte George Martens ihr Œuvre, stellte es aber nicht mehr aus. So kam ihrem Werk bei Ausstellungen von De Ploeg nur noch eine Randrolle zu. Viel von ihrem Werk blieb so lange Zeit unbekannt, bis ihre Söhne sich für seine Verbreitung einsetzten. 1981 wurde in der Fraeylemaborg, einer Groninger Burg und Museum im Dorf Slochteren, eine Retrospektivausstellung ihrer Arbeiten gezeigt. 2009 widmete das Stedelijk Museum Alkmaar Alida Potts Arbeiten in der Ausstellung „Huwelijk of Kunst“ große Aufmerksamkeit. Werke von ihr befinden sich im Groninger Museum.
Auswahl:
- 1919: De Ploeg. Räume der Genootschap Pictura in der obersten Etage des Museum Oudheden, Groningen
- 1920: De Ploeg. Räume der Genootschap Pictura, Groningen
- 1921: De Ploeg. Räume der Genootschap Pictura, Groningen
- 1923: De Ploeg. Martinikerkhof 26, Groningen
- 1948: 1918 P 1948. Jubiläumsausstellung, Martinikerkhof 26, Groningen
- 1956: 35 jaar Moderne Kunst in Groningen. Groninger Museum
- 1968: De Ploeg. Groninger Museum
- 1976: Groningen 1918 - 1928. Fraeylemaborg, Slochteren
- 1981: Alida Martens-Pott. Retrospektive in der Fraeylemaborg, Slochteren
- 1998: De Ploeg: variaties in kleur, verf en vorm. Groninger Museum
- 1999: Elck zijn waarom. Königliches Museum der Schönen Künste, Antwerpen
- 2000: Elck zijn waarom. Museum Arnhem
- 2003: Vijf kunstenaars van De Ploeg. Groninger Museum[2]
- 2009: Huwelijk of Kunst. Stedelijk Museum Alkmaar
- 2019: Meesterlijke vrouwen. Stedelijk Museum Schiedam[6]
- 2021: Alida Pott & De Ploeg. Groninger Museum[5]
- 2023–24: Avantgarde in den Niederlanden. Die expressionistische Künstlergruppe De Ploeg. Städtische Galerie Bietigheim-Bissingen, Wenzel-Hablik-Museum Itzehoe, Kunstmuseen Erfurt, Kunstmuseum Ahlen[7]